# Romantic Ukare Mode
Singles de Miki Fujimoto
Sotto Kuchizukete Gyutto Dakishimete
(2002) Boyfriend
(2002)
Romantic Ukare Mode (ロマンティック 浮かれモード) est le 3e single de Miki Fujimoto. Il sort le 4 septembre 2002 au Japon sous le label hachama, écrit et produit par Tsunku. Il ne sort que trois mois après le précédent single de la chanteuse : Sotto Kuchizukete Gyutto Dakishimete. Il atteint la 3e place du classement de l'Oricon. Il se vend à 38 490 exemplaires la première semaine et reste classé pendant 11 semaines, pour un total de 65 888 exemplaires vendus durant cette période ; il restera le single de la chanteuse le plus vendu. La chanson-titre figurera sur la compilation du Hello! Project de fin d'année Petit Best 3, puis sur l'album solo Miki 1 en février suivant.

## Liste des titres
Toutes les chansons sont écrites et composées par Tsunku.
| CD    | CD                                  | CD              | CD    | CD | CD | CD | CD | CD | CD |
| No    | Titre                               | Arrangements    | Durée |    |    |    |    |    |    |
| ----- | ----------------------------------- | --------------- | ----- | -- | -- | -- | -- | -- | -- |
| 1.    | Romantic Ukare Mode                 | Hiroshi Uesugi  | 4:25  |    |    |    |    |    |    |
| 2.    | Cake Yamemashita (ケーキ止めました) | Hiroyuki Hanada | 3:56  |    |    |    |    |    |    |
| 3.    | Romantic Ukare Mode (Instrumental)  | Hiroshi Uesugi  | 4:25  |    |    |    |    |    |    |
| 12:47 |                                     |                 |       |    |    |    |    |    |    |